# 日月光華墨
日月光華墨是清代的墨，長約8.5公分。形状是長方形，有細棱，色黝黑。一面有漱金回紋方框，鑲有一枚小珍珠，下方金書「日月光華」四字，另一面有漱金雲紋。现藏于国立故宫博物院，文物統一編號为中文000006N000000000。